# 新小岩
新小岩（日语：しんこいわ）是位於日本東京都葛飾區南部的一個地名。行政區劃上的「新小岩」包括自新小岩一丁目至新小岩四丁目的地區，2005年時有人口13,718人。這一地區的中心是JR新小岩車站。新小岩地區因總武本線的高架線而分為兩個部分，靠近江戶川區的新小岩車站南側有商店街和超市等設施，商業較為繁榮。江戶川區役所等江戶川區的主要設施也位於新小岩。

## 外部連結
- 葛飾区ホームページ （页面存档备份，存于）